# 克勒肯韋爾電影院火災
1994年2月26日，克勒肯韋爾電影院火災發生在英國倫敦史密斯菲爾德夢幻城成人電影院(也被稱為“新城市電影院”)附近。由於電影院的色情主題以及當時倫敦嚴格的發牌條例，此電影院为非法營運，因此其没有进行火警檢查。
火災由一個聾啞且無家可歸的勞拉斯（David Lauwers）縱火造成。勞拉斯因不滿意需要再次支付報名費與一名門衛鬥爭失败，離開俱樂部。 被電影院逐出后，勞拉斯拿了一罐汽油，然後在入口處点火。 火勢迅速蔓延，影响了大部分員工和顧客。 八名男子現場死亡，七人吸入浓煙，一人於建築物高空窗口受傷，另外還有三人于一个月后在医院死亡， 另有十三人受傷。勞拉斯被轉交給沃爾瑟姆斯托派出所，後來因三项誤殺罪被判無期徒刑。 